# Tissi
Tissi (sardinsky: Tissi) je italská obec (comune) v provincii Sassari v regionu Sardinie. Nachází se ve výšce 250 metrů nad mořem a má přibližně 2 300 obyvatel. Rozloha obce je 10,24 km².